# Scotoleon marshi
Scotoleon marshi är en insektsart som först beskrevs av Stange 1970.  Scotoleon marshi ingår i släktet Scotoleon och familjen myrlejonsländor. Inga underarter finns listade i Catalogue of Life.